# Barrage de Bou Heurtma
 (août 2024).
Si vous disposez d'ouvrages ou d'articles de référence ou si vous connaissez des sites web de qualité traitant du thème abordé ici, merci de compléter l'article en donnant les références utiles à sa vérifiabilité et en les liant à la section « Notes et références ».
Le barrage de Bou Heurtma est un barrage hydroélectrique de tunisien. Il se situe dans le nord-ouest du pays, dans le gouvernorat de Jendouba.

## Histoire

### Augmentation de la hauteur
En mai 2019, un projet de rehaussement du barrage est lancé. En septembre 2022, le projet est terminé à 93 %.